# 199 recetas para ser feliz
199 recetas para ser feliz és una pel·lícula hispano-xilena estrenada el 2008, el segon llargmetratge del director Andrés Waissbluth (Los debutantes, 2003).
La cinta —filmada a Barcelona— està inspirada en el conte Noticias de Milo, que forma part del llibre Mujer desnuda fumando en la ventana, de Marcelo Leonart. El guió és d'aquest escriptor, juntament amb Nona Fernández i Cristián Jiménez, mentre que les receptes venen de la mare de Waissbluth, la psicòloga Eugenia Weinstein.
La pel·lícula es va estrenar al Festival Internacional de Cinema de Rotterdam i és protagonitzada per Pablo Macaya (Tomás), Tamara Garea (Helena) i Andrea García-Huidobro (Sandra).

## Sinopsi
Fa calor a Barcelona. Una parella de xilens rep la visita d'una noia de Santiago. Ell perd el cap. Ella agafa febre recordant la mort del seu germà. A les llibreries s'ofereix un llibre que promet la felicitat, però ningú el compra.

## Repartiment
- Àlex Brendemühl: Jordi
- Jordi Dauder: Enric
- Andrea García-Huidobro: Sandra
- Tamara Garea: Helena
- Pablo Macaya: Tomás
- Pablo Vázquez : l'artista

## Premis
- Millor direcció, Festival Internacional de Cinema Chungmuro (Seül)[3]
- Festival Internacional de Cinema de Valdivia, categoria WIP